# Tatiana Capote
Tatiana Capote (Havanna, Kuba 1962. augusztus 15. –) venezuelai modell, színésznő.

## Élete
Tatiana Capote 1962. augusztus 15-én született Havannában. Édesapja a színész Julio Capote. Nővére, Marita szintén színésznő. 1969-ben családjával Venezuelába költözött.
1979-ben Barinas államot képviselte a Miss Venezuela szépségversenyen, ahol második helyezett lett Maritza Sayalero Fernández mögött.
1983-ban feleségül ment a Pedro Mollethez. 1985-ben született meg egyetlen lánya Taniusha. Két évvel később elvált férjétől. 1990-ben ismét megházasodott, de ez a házasság is válással végződött. 2002-ben feleségül ment Miguel Muñoz Delgadóhoz. Három évvel később elváltak. 2012-ben negyedszer is megházasodott. José Paniagua, venezuelai színész felesége lett. Jelenleg Miamiban él.

## Filmjei

### Telenovellák, tv-sorozatok, webnovellák
| Év        | Eredeti Cím          | Cím                  | Szerep                        |
| --------- | -------------------- | -------------------- | ----------------------------- |
| 1971      | Bárbara              |                      | Elisita                       |
| 1972      | La Doña              |                      |                               |
| 1973      | Raquel               |                      | Ana María                     |
| 1980      | Natalia de 8 a 9     |                      |                               |
| 1981      | Luz Marina           |                      | Dorada Alegria                |
| 1982      | Kapricho S.A         |                      |                               |
| 1983      | Bienvenida Esperanza |                      | Marina                        |
| 1983      | Marta y Javier       |                      |                               |
| 1984      | Marisela             |                      | Marisela                      |
| 1985      | Rebeca               |                      | Rebeca                        |
| 1985      | Adriana              |                      |                               |
| 1989      | Maribel              |                      | Maribel                       |
| 1989      | La Revancha          |                      |                               |
| 1991      | La mujer prohibida   |                      | Yarima                        |
| 1997      | Llovizna             |                      |                               |
| 1997      | Destino de mujer     |                      | Giselda                       |
| 1999      | Cuando hay pasión    | Végzetes szerelem    | Flavia de Malave              |
| 2000      | La Revancha          | A bosszú             | Sandra Castillos              |
| 2003      | Rebeca               | Rebeca               | Amanda / Marcela de Montalbán |
| 2005-2006 | Soñar no cuesta nada | Hazugságok hálójában | Matilde                       |
| 2006      | El desprecio         |                      |                               |
| 2006      | Mi vida eres tu      |                      | Susana                        |
| 2010      | Si me miran tus ojos | Határtalan szerelem  | Amparito                      |
| 2010-2011 | Sacrificio de mujer  |                      | Lorena Camargo                |
| 2012      | Corazón valiente     | Több, mint testőr    | Ofelia Ramirez                |
| 2012      | Secreteando          |                      | Nora                          |
| 2013      | Marido en alquiler   |                      | Marcia Peña de Montiel        |

### Filmek, rövidfilmek
| Év   | Eredeti Cím    | Cím | Szerep |
| ---- | -------------- | --- | ------ |
| 1984 | Reten de Catia |     |        |
| 1984 | Adios Miami    |     |        |

## Fordítás
Ez a szócikk részben vagy egészben  a   Tatiana Capote című angol Wikipédia-szócikk fordításán alapul.  Az eredeti cikk szerkesztőit annak laptörténete sorolja fel. Ez a jelzés csupán a megfogalmazás eredetét és a szerzői jogokat jelzi, nem szolgál a cikkben szereplő információk forrásmegjelöléseként.